# まわせ大きな地球儀
「まわせ大きな地球儀」（まわせおおきなちきゅうぎ）は、Chageの楽曲。自身の3作目のシングルとして、2010年10月6日にユニバーサル シグマから発売された。

## 解説
ソロ・シングルとしては「waltz」からおよそ2年ぶりとなる作品。
初回限定盤には表題曲のミュージック・ビデオ、メイキング映像、ライブ映像を収録したDVDが付属された。

## 収録曲
| 全作曲: Chage。 |                                         |           |            |                          |      |
| #               | タイトル                                | 作詞      | 作曲・編曲 | 編曲                     | 時間 |
| 1.              | 「まわせ大きな地球儀」                  | Chage     | Chage      | 西川進、皆川真人、戸谷誠 | 6:15 |
| 2.              | 「無敵の海へ The Fishes」               | 松井五郎  | Chage      | 西川進                   | 5:23 |
| 3.              | 「まわせ大きな地球儀 」(Instrumental)   |           | Chage      | 西川進、皆川真人、戸谷誠 | 6:15 |
| 4.              | 「無敵の海へ The Fishes」(Instrumental) |           | Chage      | 西川進                   | 5:23 |
| 合計時間:       | 合計時間:                               | 合計時間: | 合計時間:  | 23:16                    |      |

| #  | タイトル                                                | 作詞 | 作曲・編曲 |
| -- | ------------------------------------------------------- | ---- | ---------- |
| 1. | 「まわせ大きな地球儀」(Music Video)                     |      |            |
| 2. | 「まわせ大きな地球儀」(Music Video メイキング映像)      |      |            |
| 3. | 「まわせ大きな地球儀」(Live at "渋茶会" (2010年4月2日)) |      |            |

## 楽曲解説
1. まわせ大きな地球儀
アコースティック形式でのライブ『Chageの坂道2010 “渋茶会”』で一足先に披露された。
ミュージック・ビデオは、フィギュア作家のタカハシカオリが作成したフィギュアを主人公としたストーリー仕立てとなっている。
2. 無敵の海へ The Fishes
2010年WOWOW『ヨーロッパサッカー』『全豪オープンテニス』イメージソング。
アルバム『&C』にも収録されている。
3. まわせ大きな地球儀 (Intrumental)
4. 無敵の海へ The Fishes (Instrumental)

## 収録アルバム
- &C (#1, #2)
- 音道 (#1)